# 五斗江乡
五斗江乡，是中华人民共和国江西省吉安市遂川县下辖的一个乡镇级行政单位。

## 行政区划
五斗江乡下辖以下地区：
红军桥社区、五斗江村、三和村、木洞村、米石村、丰禄村、庄坑口村、南坑村、车坳村和联桥村。